# Antimonsélite
L'antimonsélite est un minéral de la classe des sulfures, qui appartient au groupe de la stibine. Son nom fait référence à sa composition, qui contient de l'antimoine (antimon) et du sélénium (sél)-ite.

## Caractéristiques
L'antimonsélite est un séléniure d'antimoine de formule chimique Sb2Se3. Il cristallise dans le système orthorhombique en formant des cristaux euédriques aciculaires en agrégats radiaux, ou des agrégats de grains très fins. Sa dureté sur l'échelle de Mohs est de 3,5.

## Classification
Selon la classification de Nickel-Strunz, l'antimonsélite appartient à "02.DB: Sulfures métalliques, M:S = 2:3", avec les minéraux suivants : bismuthinite, guanajuatite, métastibnite, pääkkönenite, stibine, ottemannite, suredaïte, bowiéite, kashinite, montbrayite, edgarite, tarkianite et cameronite.

## Formation et gisements
On le trouve dans des filons de calcite uranifère dans des dépôts polymétalliques hydrothermaux d'uranium-mercure-molybdène. Il est généralement associé à d'autres minéraux tels que la pyrite, la sphalérite, la galène, la ferrosélite, la clausthalite, l'uraninite, le cinabre, l'hématite, la calcite, l'or natif, la famatinite, la gersdorffite, la trüstedtite, le quartz ou la baryte. Il a été découvert en 1993 dans le gisement d'uranium No. 504, à Guiyang (Guizhou, Chine). On l'a également trouvé ailleurs, en Chine et en Tchéquie.